# Jonas Lindskog (präst)
Hans Jonas (John) Lindskog, född 2 februari 1869 i Göteborg, död 3 januari 1943 i Brännkyrka församling, Stockholm, var en svensk präst. Han var bror till politikern Claes Lindskog och far till häradshövding Gunnar Lindskog och till SKF:s VD Folke Lindskog.

## Biografi
Lindskog blev filosofie kandidat vid Lunds universitet 1889, prästvigdes 1893 och blev teologie kandidat 1898. Han var därefter från 1904 legationspräst i London och från 1915 kyrkoherde i Brännkyrka församling. Bland Lindskogs skrifter märks Schleiermachers lära om synden (1912), Auktoritetsprincipen i kristlig religion och teologi (1914), Till frågan om kristendomens väsen (1922), Guds rike och detta livet (1923), Krig och försvar i kristen belysning (1931). Han utgav även böcker i kristendomskunskap.